# ジープ・コマンチ
コマンチ（COMANCHE）は、アメリカン・モーターズ(AMC)が1986年（モデルイヤー）からクライスラー時代の1992年まで発売していた、ジープブランドのコンパクト（Compact sport utility vehicle）ピックアップトラックである。

## 概要
チェロキー (XJ) をベースに車体後半後を荷台にしたようなスタイルであった。車体構造も同様で、前半部（ボンネットとキャブ）はチェロキーと同じモノコック構造（ビルトインフレーム）、後半（荷台の下）は多くのピックアップトラックと同じはしごフレームとなっており、キャブの床下で前後のフレーム断面が大きく変化している。
サスペンションは、前輪がチェロキーと同じ固定車軸の5リンク+コイルスプリングだったが、後輪は空車時と積載時の車両重量の差を考慮し、チェロキーよりも長いリーフスプリングで乗り心地を確保したうえで、ばね定数を高めている。
エンジンはAMC製のほか、GM製のV型6気筒エンジンや、ルノー製2.1 L直4ターボディーゼルエンジン（Douvrinシリーズ）があり、計4種類。
日本ではヒットを飛ばしたチェロキー (XJ) に比べてあまり知られていない存在であるが、アメリカではAMCがクライスラーに買収された後も生産され、計7年間に及んで販売されていた。しかし、ライバルのトヨタ・ピックアップ、日産・ダットサン、フォード・レンジャー、GMのシボレー・S-10、GMC・ソノマなどに比べるとボディの種類が少なく、売り上げは低迷していた。

## 車名
「COMANCHE (コマンチ)」は、アメリカ合衆国の北部と南部にわたる範囲でかつて住んでいたインディアン部族である「コマンチェ」に由来する。